# تمساح أرينا
ملعب مدينة بورصا الكبير أو كما يسمى ملعب تمساح أرينا هو ملعب كرة قدم يقع في بورصا, تركيا يتسع لـ43,761 متفرج وهو ملعب نادي بورصا سبور الناشط في السوبر ليغ.

## انطر أيضاً
- فودافون بارك